# Louis Valentino Brugnatelli
Louis Valentino Brugnatelli (en bibliografías también Brugnatelli Gaspare Luigi o Luigi Vincenzo Brugnatelli ) ( Pavía, 14 de febrero de 1761 - Pavía , 24 de octubre de 1818 ) fue un químico e inventor italiano.

## Biografía
Nacido en Pavía asistió a la Escuela de Farmacia creada por el conde de Firmian y fue discípulo de Giovanni Antonio Scopoli. Se graduó en medicina en 1784 con una tesis del análisis químico del jugo gástrico (que estudió, entre otras cosas, Lazzaro Spallanzani). Practicó algún tiempo la profesión médica, sin dejar de lado su interés por la química, a instancias de su maestro, Giovanni Antonio Scopoli, con la enseñanza de vez en cuando en la Universidad de Pavía, donde se convirtió en profesor de química en 1796 (y en 1813 se convirtió en rector).
Amigo personal de Alessandro Volta, lo acompañó a París en 1801 para ilustrar la invención de la pila. En 1802 realiza los primeros experimentos exitosos de deposición electrolítica, que hoy se reconoce el verdadero inventor.

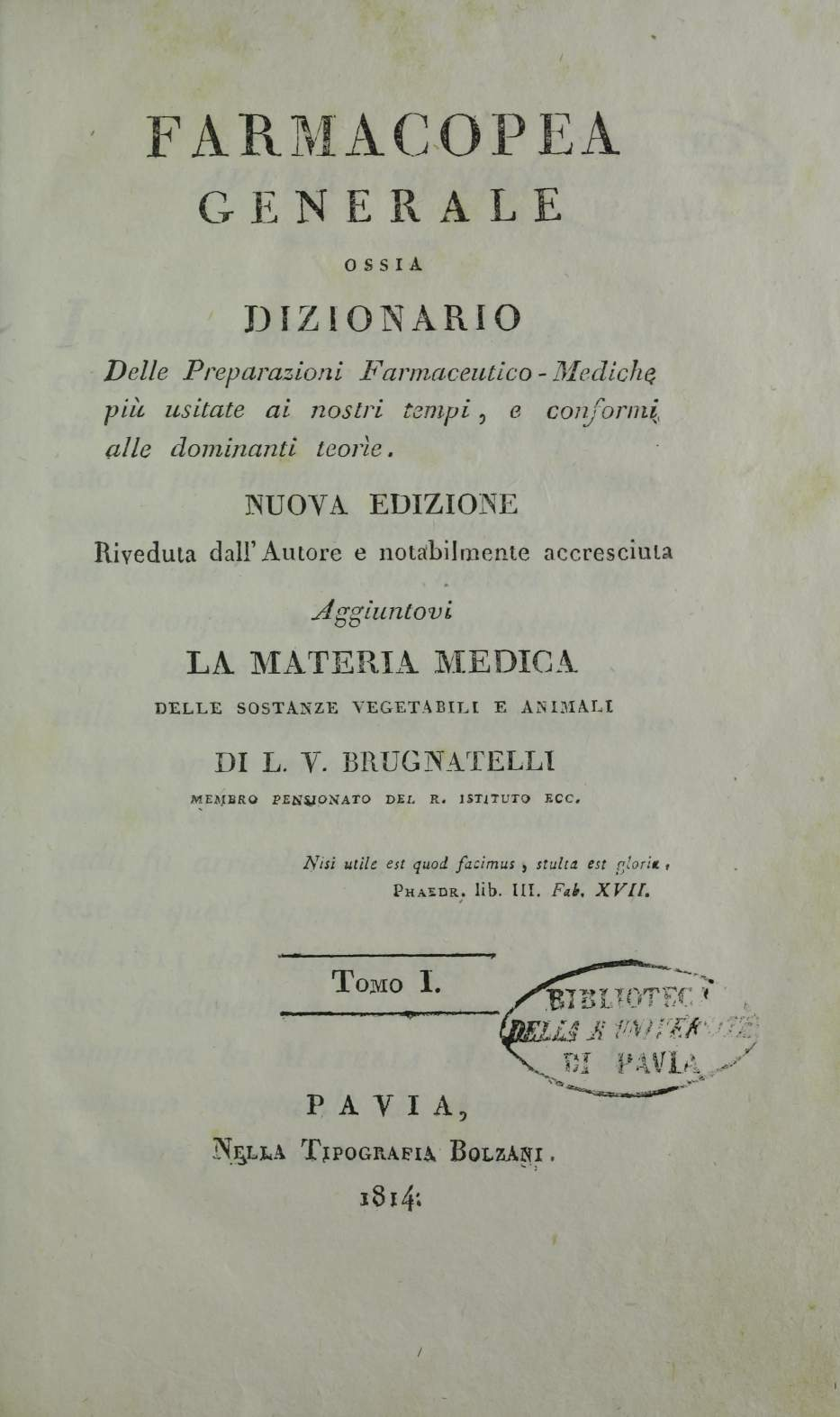
Farmacopea generale, 1814

Empresario editorial Brugnatelli jugó un papel muy importante en el estímulo de las publicaciones científicas en Italia, ayudando a difundir el conocimiento avanzado de la química, la física y ciencias naturales. Fue responsable, junto con numerosas obras de menor importancia, los siguientes libros y revistas:
- Biblioteca fisica d'Europa, 20 v. 1788 - 1791
- Annali di chimica, 22 v. de 1790 - 1805
- Giornale fisico-medico (en colaboración con Valeriano Luigi Brera ), 20 v. 1792 - 1796
- Commentari medici (en colaboración con Valeriano Luigi Brera ), 3 v. 1797
- Elementi di chimica appoggiati alle più recenti scoperte chimiche e farmaceutiche (3 v.), Pavia 1795-1798
- Giornale di fisica, chimica e storia naturale , continuó hasta después de su muerte, 1808 - 1 827 ;
- Farmacopea ad uso degli speziali e medici moderni della Repubblica italiana, Pavia 1802 , trad. francés Pharmacopée générale , 2 v. de 1811
- Trattato elementare di chimica generale (cuatro ediciones: 1795 y 1801 y 1803 y 1810 ).

Fue el primero en aprobar y dar a conocer en Italia las nuevas teorías y nomenclatura nuevo introducido en la química de Lavoisier. Trató de introducir, a su vez, nuevos conceptos y nueva terminología (por ejemplo, en lugar de nitrógeno, "sin vida", propuso por primera vez fossigeno "generador de luz" y luego septone podrida "), pero estas innovaciones, aunque con un poco de reconocimiento en el extranjero, no fueron aceptadas en última instancia.